# 9К54 «Град-В»
9К54 «Град-В» — радянська десантована реактивна система залпового вогню. Створена на базі РСЗВ 9К51 «Град».

## Історія створення
Розробки системи М-21В були розпочаті в середині 1960-bx під керівництвом НВО «Сплав». Розробка бойової машини була доручена Державному конструкторському бюро компресорного машинобудування. Полігонно-військові випробування проходили на території в/ч 33941, в/ч 07264 і Стругокрасненському полігоні. Після завершення випробувань, 20 вересня 1967 наказом Міністерства оборони СРСР № 0220 система була офіційно взята на озброєння Радянської армії.

## Опис конструкції
Основним призначенням 9К54 є оснащення повітряно-десантних підрозділів для посилення їхньої вогневої потужності та придушення ворожої бойової техніки та живої сили. Як основний, використовується осколково-фугасний снаряд М-21ОФ, здатний вражати цілі на дальності до 20 км. До складу системи 9К54 входять:
1. Бойова машина 9П125;
2. Транспортна машина 9Ф87В з комплектом уніфікованих стелажів 9Ф37 для перевезення боєприпасів;
3. Некеровані реактивні снаряди.

### Бойова машина 9П125
Бойова машина 9П125 є полегшеною версією БМ-21. Спочатку як база використовувався вантажний армійський автомобіль ГАЗ-66-02 (ГАЗ-66А). Він відрізняється від ГАЗ-66 наявністю лебідки та системи регулювання тиску в шинах. Пізніше, обладнання розміщувалося на базі автомобіля ГАЗ-66Б з брезентовою складаною кабіною. На вантажній платформі автомобіля встановлена пускова установка з 12 напрямних. У задній частині платформи розташовані два амортизатори, для поглинання віддачі при веденні вогню.
Номенклатура боєприпасів:
1. 3М16 — реактивний снаряд з касетною головною частиною, у головній частині 5 протипіхотних мін ПОМ-2;
2. 9М22У — осколково-фугасний снаряд. Стандартний снаряд РСЗВ "Град".
3. 9М28К — реактивний снаряд з касетною головною частиною, у головній частині 3 протитанкові міни ПТМ-3;
4. 9М28С — реактивний снаряд з відокремлюваною запальною головною частиною;
5. 9М28Ф — реактивний снаряд з відокремлюваною фугасною головною частиною;
6. 9М42 — реактивний освітлювальний снаряд;
7. 9М43 — реактивний снаряд з димовою головною частиною.

Машини заряджається вручну, або з ґрунту, або з транспортної машини 9Ф37В. Пуск може здійснюватися одиночними пострілами або залпом з виносного пульта 9В366. Для ведення бойових дій вночі є прилад нічного бачення ПНВ-57. Наведення пакета здійснюється з використанням прицілу 9Ш118, а також панорами ПГ-1М і коліматора К-1. Механізми наведення ручні. Верстат може наводитися в горизонтальній площині без перестановки шасі в діапазоні кутів від −70 ° до + 70 °, а в вертикальній — від + 15 ° до + 54 ° в горизонтальному секторі до ± 30 ° і від 0 ° до 54 ° в горизонтальному секторі понад ± 30 °.
Для десантування використовується парашутна система МКС5-128М, при цьому машина розміщується на спеціальній платформі ПП-128-5000. Для зменшення висоти машини при транспортуванні в літаку Ан-12, артилерійська частина складається, а брезентовий дах знімається. Авіатранспортування до місця десантування може здійснюватись літаками типу Ан-22 або Іл-76, без обмеження по висоті.
Радіозв'язок машини здійснюється через радіостанцію Р-123М.

### Транспортна машина 9Ф37В
Для перевезення боєприпасів, використовується транспортна машина 9Ф37В з комплектом стелажів, виконана на базі ГАЗ-66Б. Машина 9В37В теж може десантуватися на платформі ПП-128-5000 з використанням парашутної системи МКС5-128М. Для ведення нічних бойових дій машина оснащується приладом нічного бачення ПНВ-57В. Радіозв'язок забезпечується за допомогою радіостанції Р-105М з додатковою антеною від радіостанції Р-123.

## Оператори
- СРСР
- Білорусь[2]
- Ірак[2]
- Росія[2]
- Україна[2]

## Оцінка системи
Система 9К54 створювалася для ПДВ як заміна буксируваних систем РПУ-14. При порівнянні з РПУ-14 система 9К54 має збільшену більш ніж удвічі дальність (20 км проти 9,8 км), підвищена в 1,5 рази осколкова дія основного снаряда М-21ОФ, та можливість десантування в зарядженому стані, що підвищує маневреність та зменшує час приведення в бойову готовність.